# NOMA
NOMA, zkratka anglického non-overlapping magisteria („nepřekrývající se magisteria“), označuje názor, že věda a náboženství jsou vzájemně oddělené oblasti a že nelze v rámci vědy vyvozovat závěry platné pro náboženství a opačně.
Termín zavedl roku 1997 americký paleontolog a evoluční biolog Stephen Jay Gould, později ji upřesnil v knize Rock of Ages.
Koncept NOMA kritizoval například Richard Dawkins, podle nějž záležitosti mimo působnost vědy leží i mimo působnost náboženství.